# Pia Desideria (1675)

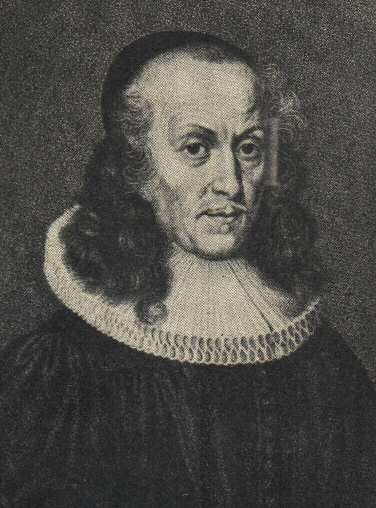
Philipp Jacob Spener fundador del pietismo y creador del Pia desideria

Pia Desideria, (en español: Deseos piadosos) es el título del libro escrito en 1675 por el teólogo alemán Philipp Jacob Spener, con el cual otorgó la base doctrinal del movimiento religioso denominado Pietismo.
El libro fue publicado en Fráncfort del Meno, cuando Philipp Jacob Spener recibió una invitación de un editor de aquella localidad para escribir un prefacio a la obra Johann Arndt «Cristianismo Verdadero» (Wahres Christentum).
Con el formato de un libro devocional Jacob Spener propone una renovación al cristianismo de la Reforma denunciando las desviaciones en que había incurrido el protestantismo alemán, llamando a retomar los principios originales de Lutero.
El texto se encuentra dividido en tres partes en la primera se esboza la situación que prevalecía en el luteranismo alemán en el siglo XVII; en la segunda sección, más corta, exponía sus expectativas sobre el progreso del cristianismo; en la última parte Spener expuso seis propuestas concretas para alcanzar la anhelada reforma:
1. Una mayor atención y uso de la Biblia, como directriz de la reforma.
2. Renovación y mayor énfasis a la creencia luterana del sacerdocio espiritual de todos los creyentes.
3. La vivencia de un cristianismo desde un punto de vista práctico, esto es, sin darle solamente el valor de un simple conocimiento.
4. En las disputas teológicas promover la caridad ante el error, ya que aquella haría prevalecer la verdad.
5. Promovía la renovación en la preparación de los ministros, quienes debían vivir una piedad comunitaria e individual basada en el estudio de las Escrituras.
6. Por último se proponía una reforma en la homilética, los sermones de los ministros no debía ser discursos eruditos sino comprensibles para los fieles y mover a la fe y la piedad.